# Чек-пост

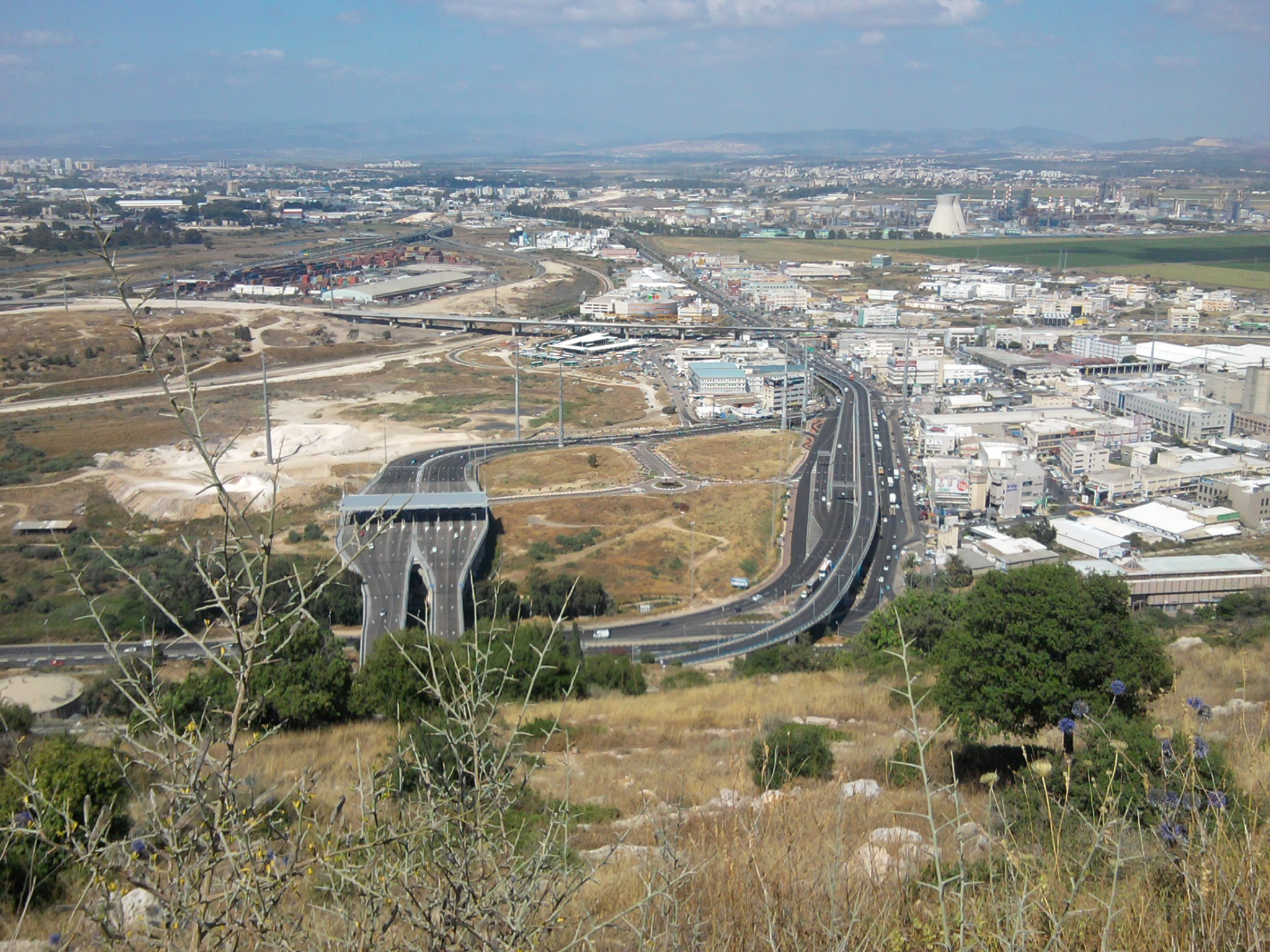
Вид на Чек-пост з Неве-Шаанан

Чек-пост (івр. צ׳ק פוסט), також дорожньо-транспортна розв'язка «Крайот» (מחלף הקריות)  — дорожньо-транспортна розв'язка на північному виїзді з міста Хайфи, Ізраїль.
Тристоронній перехрестя, що зв'язує міста Хайфи і Нешер з промисловою зоною Хайфи і розташованими далі на північ містами-супутниками Хайфи, відомими під загальною назвою Крайот. Від трьох до чотирьох смуг руху при наближенні до перехрестя з кожного боку. На початку 2000-х років був побудований двосмуговий міст (видно на фотографії), що дозволяє машинам з Хайфи повертати в напрямку промислової зони і міст-супутників, минаючи світлофор.
Назва перехрестя отримав від  пункту перевірки (англ. Check post) британської влади, що розташовувався на цьому місці під час британського мандата (1918—1948).
На перехресті і в його околицях розташовані: північний автовокзал міста Хайфи «Мерказіт ха-Міфрац», Торговий центр «Каньйон Лев ха-Міфрац», ж/д станція; меблеві магазини, магазини електротоварів, автосалони і автомайстерні; дискотеки і нічні клуби, стрип-бари, ресторани; кілька цілодобових міні-маркетів.
На перехресті Чек-пост розташовується нижня станція канатної дороги, що з'єднує Чек-пост, Техніон і Хайфській університет.